# Ибн-Кемал
Шемседин Ахмед (1469–1534), познатији под својим презименом Ибн Кемал или Кемалпашазаде („син Кемал-паше“), био је османски историчар, правник и песник.
Рођен је у угледној војној породици у Једрену, а као младић служио је војску, да би касније је студирао у разним медресама и постао је кадија у Једрену 1515. Имао је иранске корене са мајчине стране. Постао је веома цењени учењак и османски владар Бајазит II га је задужио да напише османску историју (Tevārīh-i Āl-i Osmān, „Хронике османске династије“). Током владавине Селима I, 1516. године, именован је за војног судију Анадолије и у пратњи османске војске у Египат. Током владавине Сулејмана I, постављен је за шејха ал-ислама, тј. врховног поглавара муслиманске улеме, положај који је обављао до своје смрти.
Кемалпашазаде је био пресудно важна личност у кодификацији ханафијске школе мишљења у њеној османској итерацији.

## Дела
Аутор је око 200 дела на турском, персијском и арапском језику. Његова дела укључују коментаре на Кур'ан, расправе о хадису, исламском закону, филозофији и теологији (калам), логици, суфизму, етици, историји, неколико књига о арапском и персијска граматика, књижевност и мали диван поезије.
Његово најпознатије историјско дело је Tevārīh-i Āl-i Osmān, „Хронике османске династије“, историје Османског царства која пружа најоригиналнији и најважнији изворни материјал који се сада проширује на владавине током којих је и сам живео.
Иако најпознатији као историчар, Кемалпашазаде је такође био велики учењак и талентовани песник. Написао је бројне научне коментаре о Курану, расправе о јуриспруденцији и муслиманској теологији и филозофији, а током боравка у Египту превео је с арапског језика дела египатског историчара Абу ал-Махасина ибн Тагхрибирдија. Такође је написао на арапском, филолошко дело под насловом Daqaʿiq al-Haqaʿiq  („Суптилности истине“). Његова најбоља песничка дела укључују Nigaristan („Галерија слика“), написан на персијском језику и рађен по узору на Буштане и Голештане од Саадија; песма, Yusuf ü Züleyha, у римованим двобојима која препричава причу о Јосифу и Потифаровој жени; и Divān („Сабране песме“), који се углавном састоје од текстова.
У филозофији и теологији био је теолог матуридијског филозофа који је следио нека мишљења Ибн Арабија и предвиђао неке теорије Мула Садре. Кемалпашазаде је такође написао чувену историју ханефијске школе исламске правне праксе под насловом Risāla fī Ṭabaqāt al-Mujtahidīn (Трактат о биографијама правника).